# 域控制器
域控制器（Domain controller，簡稱DC）是指在计算机网络域内响应安全身份认证请求的网络服务器 ，负责允许發出請求的主机访问域內资源，以及对用户进行身份验证，存储用户账户信息，并执行域的安全策略。